# Summerland (British Columbia)
Summerland ist eine Gemeinde mit 11.615 Einwohnern (Stand: 2016), die am westlichen Ufer des Okanagansees in der kanadischen Provinz British Columbia gelegen ist. Ihre Hauptverkehrsader ist der Highway 97, der Summerland mit Penticton (ca. 20 km) im Süden und Peachland (ca. 20 km) und weiter Kelowna (ca. 50 km) im Norden verbindet.

## Geschichte
Vor Gründung der Gemeinde war in der Gegend von Summerland ein Rastplatz des „Okanagan Fur Brigade Trail“, der verschiedene Siedlungen des Okanagan-Tales miteinander verbunden hat. Im 19. Jahrhundert begann die Besiedlung des Areals, nährstoffreiche Böden, viel Sonne und das Wasserangebot versprachen gute Voraussetzungen für die Landwirtschaft.
Im Jahre 1902 wurde die Gemeinde gegründet und 1906 dann offiziell eingetragen.

## Geographie und Klima

### Klima
Summerland liegt auf dem Thompson-Okanagan Plateau. Es handelt sich hier um eine semi-aride Steppenlandschaft, die zu den trockensten Zonen von ganz Kanada zählt. Diese Landschaft wird beeinflusst durch warme Sommer (Durchschnittstemperatur im Juli. 20,5 °C) und kühlen Wintern (Durchschnittstemperatur Januar −2,5 °C)
|                        | Jan  | Feb  | Mär  | Apr  | Mai  | Jun  | Jul  | Aug  | Sep  | Okt  | Nov  | Dez  |   |       |
| Mittl. Temperatur (°C) | −2,5 | 0,2  | 4,7  | 9    | 13,6 | 17,4 | 20,5 | 20,2 | 15   | 8,8  | 2,4  | −1,9 | ⌀ | 9     |
| Mittl. Tagesmax. (°C)  | 0,2  | 3,5  | 9,3  | 14,6 | 19,6 | 23,5 | 27,1 | 26,6 | 20,8 | 13,4 | 5,3  | 0,7  | ⌀ | 13,8  |
| Mittl. Tagesmin. (°C)  | −5,2 | −3,1 | 0    | 3,3  | 7,5  | 11,1 | 13,8 | 13,7 | 9,1  | 4,2  | −0,5 | −4,5 | ⌀ | 4,2   |
|                        |      |      |      |      |      |      |      |      |      |      |      |      |   |       |
| Niederschlag (mm)      | 29,7 | 20,9 | 18,6 | 25,6 | 35,9 | 36,2 | 30,2 | 30,5 | 20,2 | 18   | 27,5 | 33,4 | Σ | 326,7 |
|                        |      |      |      |      |      |      |      |      |      |      |      |      |   |       |
| Sonnenstunden (h/d)    | 1,5  | 3,2  | 5,1  | 6,8  | 8    | 8,8  | 10,1 | 9,1  | 7,3  | 5    | 2,2  | 1,4  | ⌀ | 5,7   |
|                        |      |      |      |      |      |      |      |      |      |      |      |      |   |       |
| Regentage (d)          | 4,1  | 5,2  | 7,8  | 9,5  | 11,8 | 10,1 | 8,6  | 8,6  | 6,4  | 7    | 9,3  | 5    | Σ | 93,4  |

| −5,2 |

| −3,1 |

| 0 |

| 3,3 |

| 7,5 |

| 11,1 |

| 13,8 |

| 13,7 |

| 9,1 |

| 4,2 |

| −0,5 |

| −4,5 |

| −5,2 |

| −3,1 |

| 0 |

| 3,3 |

| 7,5 |

| 11,1 |

| 13,8 |

| 13,7 |

| 9,1 |

| 4,2 |

| −0,5 |

| −4,5 |

| N i e d e r s c h l a g | 29,7 | 20,9 | 18,6 | 25,6 | 35,9 | 36,2 | 30,2 | 30,5 | 20,2 | 18  | 27,5 | 33,4 |
|                         | Jan  | Feb  | Mär  | Apr  | Mai  | Jun  | Jul  | Aug  | Sep  | Okt | Nov  | Dez  |

### Geographie
Die Gemeinde liegt am Westufer des Okanagan Sees. Sie wird dominiert vom Hausberg, dem Giants Head. Mit einer Höhe von 910 m ü. NN. ist er der Überrest eines erloschenen Vulkans.

## Politik
Amtierende Bürgermeisterin ist Janice Perrino (im Council seit 2002). Sie steht dem Rat (Council) mit insgesamt sieben Mitgliedern vor.
Abgeordneter im kanadischen Unterhaus für den Wahlkreis Okanagan-Coquihalla, in dem Summerland liegt, ist Dan Albas, gewählt für konservative Partei Kanadas. Der Abgeordnete für das Provinzparlament British Columbias ist der liberale Bill Barisoff.

## Verkehr
Öffentlicher Personennahverkehr wird örtlich und regional mit mehreren Buslinien durch das „South Okanagan-Similkameen Transit System“ angeboten, welches von BC Transit in Kooperation betrieben wird. Das System bietet Personennahverkehr im südlichen Okanagan Valley sowie im Similkameen Valley an. Zentraler Knotenpunkt des Liniennetzes ist Penticton und der nördliche Endpunkt des Netzes liegt in Kelowna, während es sich nach Süden bis nach Osoyoos erstreckt. Nach Westen werden Gemeinden entlang des Similkameen River bis nach Princeton angebunden. Neben den genannten Gemeinden werden nach Norden unter anderem Summerland und West Kelowna, nach Süden unter anderem Okanagan Falls und Oliver sowie nach Westen unter anderem Keremeos und Hedley angefahren.

## Tourismus
Touristisch attraktiv ist der Ortskern, der im „Old English Tudor“-Stil gehalten ist.
Darüber hinaus verkehrt am Ortsrand eine Museumsbahn, die Kettle Valley Steam Railway. Die Strecke war Teil einer zu Beginn des 20. Jahrhunderts gebauten Strecke, die von Midway, BC nach Merritt, BC führte. Sehenswert ist dabei die „Trout Creek Trestle Bridge“, die in einer Höhe von 72 m und einer Länge von 189 m über den Trout Creek Canyon führt.
Zu erwähnen ist noch, dass Summerland sich entlang des „bottle neck drive“ befindet, einer Touristenstraße, in der zahlreiche Winzer und Kellereien zu besuchen sind.